# Charles-Philippe Robin

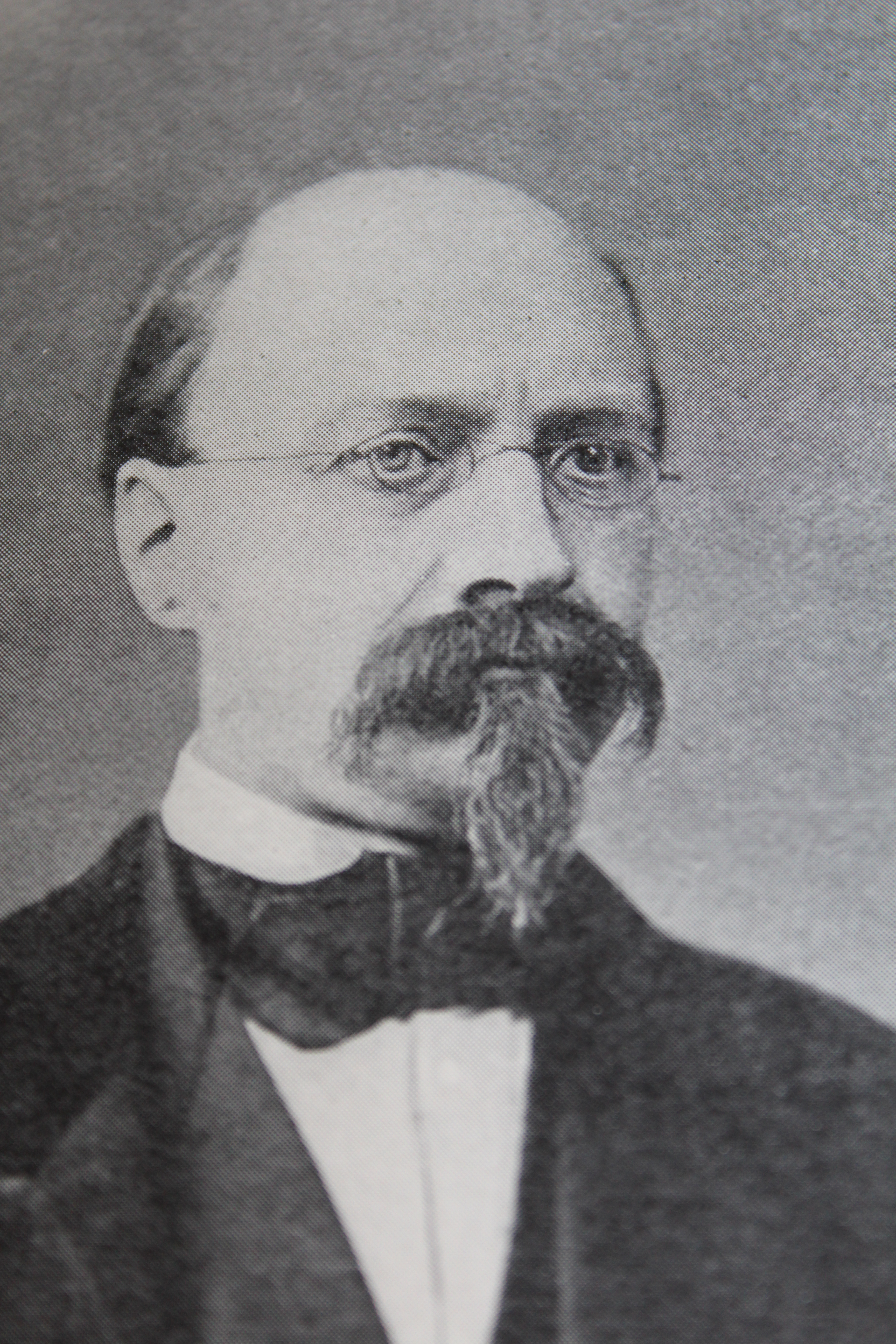
Charles-Philippe Robin

Charles-Philippe Robin (* 4. Juni 1821 in Jasseron, Département Ain; † 6. Oktober 1885 ebenda) war ein französischer Biologe, Histologe und Politiker. Sein botanisches Autorenkürzel (er beschrieb neue Algenarten) lautet „C.P.Robin“.

## Biographie
Robin verbrachte seine Schulzeit als Internatsschüler des Menestruel-Internat de Villeurbanne in der Nähe von Poncin und begann im Anschluss in Lyon am Collège Royal zu studieren. Dort belegte er zuerst Pharmazie. 1838 wechselte er nach Paris. Dort studierte er bei Armand Trousseau Medizin. Er lernte auch Brown-Séquart kennen, mit dem er zusammen untergebracht war. Durch die gemeinsamen Studien waren sie sehr befreundet. Im Studienjahr 1843–1844 wandte er sich erstmals an die Société anatomic mit dem Fall einer Herzwandruptur. Bereits im darauffolgenden Jahr schloss er seine praktisches Ausbildung als Arzt ab.
Im Anschluss begleitete Robin Hermann Lebert auf eine Studienreise in die Normandie und nach Jersey, um dort naturgeschichtliche und anatomische Objekte zu studieren. Sein Interesse galt bis dahin nur der menschlichen Anatomie. Hierbei entstanden die ersten, für sein Schaffen richtungsweisenden, Arbeiten Robins. Er beschrieb erstmals in seiner Laufbahn Mollusken und Fische. Er berichtete ausführlich der Société philomathique de Paris von seiner ersten wissenschaftlichen Forschungsreise, auch von der außergewöhnlichen Entdeckung des Elektroplax bei Zitterrochen. Zu dieser Zeit waren die wissenschaftlichen Zweige wie Anatomie, Pathologie, Zoologie und Botanik noch nicht so scharf voneinander abgegrenzt. Robin konnte daher alle seine Interessen verfolgen. Noch 1845 veröffentlichte er Aufsätze über das Lymphsystem von Fischen und die Fortpflanzung von Tintenfischen, sowie den Blutkreislauf von Krebsen, weiterhin eine Abhandlung über menschliche Hautdrüsen.
Im darauffolgenden Jahr verfasste er seine erste rein histologische Arbeit. Auch seine erste rein zoologische Arbeit veröffentlichte er in diesem Jahr. Ebenfalls 1846 promovierte er zum Doktor der Medizin. Seine These zum doctorat ès sciences, mit der er im Jahr 1847 für Naturgeschichte promoviert wurde, lautete Des végétaux qui croissent sur l´Homme et sur les animaux vivants (Von Pflanzen, die auf lebenden Menschen und Tieren wachsen). Er beschäftigte sich darin mit parasitären Pflanzen, ihrem Aufbau, Wuchs und ihrer Fortpflanzung. Auch in den folgenden Jahren veröffentlichte er immer wieder Artikel zu botanischen Themen, die sich zum Beispiel mit Anomalien von Blüten auseinandersetzten. In der Folge lud ihn Joseph Alexandre Laboulbène regelmäßig zum Austausch in der Entomologischen Gesellschaft Frankreichs ein. In dieser Zeit liegen auch die Taxa der Algen.
1849 übernahm er in Vertretung die Stelle des erkrankten Achille Richard auf dem Lehrstuhl für Naturgeschichte der Medizin. Dort lehrte er für ein Semester Botanik und Zoologie, wie es von ihm erwartet wurde. In dieser Zeit hielt er auch Kurse für pathologische und vergleichende Anatomie in seinem eigenen Labor ab.
Er übte sich auch in Untersuchungen von Tumoren und deren Biopsie sowie der Pathologie von Embryonen. In dieser Zeit fertigte er unter anderem auch gerichtsmedizinische Gutachten. Ein bemerkenswerter Fall, der in die Zeit seiner Professur an der Faculté de médecine de Paris fiel, war die Obduktion von Charles de Morny. Bereits in den frühen Fünfziger-Jahren des 19. Jahrhunderts, als Robin erst Anfang dreißig war, galt er aufgrund seiner vielen Veröffentlichungen in den Bereichen der Anatomie, Pathologie, Zoologie Botanik und Chemie als Kapazität. Pierre Rayer regte sogar an, einen Lehrstuhl für Histologie zu schaffen, der mit Robin besetzt werden sollte.
Robins 1851 erschienene Tableaux waren die ersten Versuche der vergleichenden Anatomie zwischen Mensch und Tier. In diese Zeit fiel auch die Zusammenarbeit mit François Verdeil, Sohn von Auguste Verdeil. Die Arbeit erstreckte sich über Körperchemie und die Veröffentlichung der Ergebnisse unter dem Titel Chimie anatomique erschien schon 1852. Beide setzten sich dabei intensiv mit Lymphe, Blut und Eiterzellen auseinander. Weiterhin betrachtete sie auch das Bauchspeicheldrüsensekret, die Milch und Schleim sowie weitere, natürliche  Körpersekrete. Weiterhin wurde das Zusammenspiel der einzelnen Organe untersucht. Die Arbeit gestaltete sich aber schwierig, weil zuerst jeder für sich am gleichen Forschungsgebiet arbeitete. Die Ansätze waren jedoch sehr unterschiedlich. Dadurch war zuerst keine Vergleichbarkeit der Ergebnisse zu erreichen. Trotz dieser Schwierigkeiten konnten dann die chemischen Zusammenhänge der Koagulation und der allmählichen Gerinnung von Körperflüssigkeiten hergestellt werden. Ferner wurde im zweiten Band (1853) unter anderem das Vorkommen von Calciumfluorid in Knochen und Zähnen und die Vorgeschichte dieses Fundes seit Domenico Morichini (1803) beschrieben.
Als 1854 die französische botanische Gesellschaft gegründet wurde, war er Gründungsmitglied. In dieser Zeit veröffentlichte er einige Artikel über Myeloblasten und Myelozyten. Durch den Vergleich von Nervenzellen von Jugendlichen und Erwachsenen schloss er auf das Wachstum von Tumoren. Noch im selben Jahr beschrieb er das Endoneurium und die Myelinscheide. In einer um 1857 veröffentlichten Arbeit, die die Forschungsergebnisse seit 1853 beinhaltete, stellte er fest, dass bei allen weiblichen Säugetieren, auch bei Frauen, der Uterus nicht einfach leer ist, sondern sich an der Innenseite das Endometrium befindet und nach Einnistung der Eizelle die Plazenta bildet, die mit der Plazentaschranke den direkten Austausch des mütterlichen mit dem fötalen Blut verhindert.
1858 übernahm Robin die Überarbeitung der anatomischen Artikel des Dictionnaire de Nysten (von Pierre-Hubert Nysten), was ihm in Fachkreisen große Anerkennung, aber von anderer Seite auch Ablehnung einbrachte. Damit war er bis 1859 beschäftigt, und er wurde endgültig Nachfolger von Achille Richard auf dem Lehrstuhl für Naturgeschichte. 1862 wurde für ihn an der Ecole de médecine der Lehrstuhl für Histologie eingerichtet und er zum Titularprofessor berufen.
Robin gründete 1864 das Journal de l´Anatomie et de la Physiologie, das er bis 1874 leitete.
1866 wurde Robin an die Académie des sciences berufen. Zu diesem Zeitpunkt wurde er wegen seiner Artikel im Dictionnaire de Nysten von den Ultramontanisten angefeindet. Die Regierung bekämpfte aber diese Strömung. Deshalb nahm ihn der Kultusminister Victor Duruy in Schutz und berief ihn sogar in sein Kabinett. Die klerikale Kampagne traf aber auch Männer wie Paul Broca, Edmé Félix Alfred Vulpian und Germain Sée. 1868 brachte Kardinal de Bonnechose eine Petition im Senat ein. Dort wurde Robin der Vorwurf gemacht den ursprünglich, spirituellen und christlichen Charakter des Dictionnaire de Nysten, das als eines der wichtigsten medizinischen Lehrbücher galt, entstellt zu haben. Das löste im Senat jedoch Heiterkeit aus und die Petition, nur das ursprüngliche Dictionnaire zu Lehrzwecken zu erlauben, wurde abgelehnt. Die Klerikalen gaben aber noch nicht auf. Er wurde auf ihr Betreiben hin vor eine behördliche Kommission geladen, die aber ebenfalls nichts befinden konnte und Streit war damit entschieden.
Während seiner Lehrtätigkeit verwendete er sehr viel Zeit auf das Vorbereiten von Unterrichtsmaterial und Veröffentlichte dazu Lektionen. Er vergaß aber nicht seine wissenschaftliche Forschung So beschäftigte er sich mit der ungleichmäßigen Granulation bei der Wundheilung, den mehr oder weniger flüssigen Körperflüssigkeiten. Weiterhin mit dem Wachstum von Zellen, Fasern und Blutgefäßen sowie der Bildung von flüssigkeit gefüllter, hohler Organe. Die gewonnenen Erkenntnisse fasste er in Anatomie microscopique des éléments anatomiques, des épithéliums zusammen. Seiner Lehrtätigkeit ist es dann auch geschuldet, dass er 1871 das Traité du microscope, son mode d’emploi, son application (Traktat über das Mikroskop, seine Bedienung, seine Teile) veröffentlichte.
Robin wandte sich nun, neben seiner Krebsforschung, verstärkt dem embryonalen Wachstum zu. Er verglich den Aufbau und Struktur menschlicher, tierischer und pflanzlicher Zellen. Er untersuchte das Zellwachstum von embryonalen Egeln. Für den Zahnmediziner Émile Magitot mikroskopierte er das Wachstum von Zähnen eines Embryos. Systematisch erforschte er alle Stadien des Wachstums in befruchteten Vogeleiern. Robin begriff sich selbst als Pathologe. Deshalb war er auch beeinflusst und angetrieben von Rudolf Virchows Schaffen, hatte jedoch teilweise sehr unterschiedliche Ansichten.
1870, während des Deutsch-Französischer Kriegs, wurde Robin von Léon Gambetta zum Leiter des Gesundheitsdienstes der Armee berufen. Nachdem der Krieg vorbei war, engagierte er sich für die École pratique des hautes études und gründete dort zusammen mit Georges Pouchet das Laboratoire d'Histologie zoologique (Labor für zoologische Histologie), dessen Direktor er auch wurde. Das Amt als Direktor des Gesundheitsdienstes übte er auch über den Krieg hinaus aus, und es verschaffte ihm hohes Ansehen. Deshalb kandidierte er 1875 für den Senat als Abgeordneter des Departements Ain und wurde mit breiter Mehrheit gewählt. Im darauffolgenden Jahr trat er sein Amt als Senator an. Robin fühlte sich der politischen Linken, gegen die Mehrheit der Republikaner, verpflichtet und hatte dort auch seinen Sitz im Senat. Meistens fiel er dort nicht besonders auf, außer wenn er Ämter, wie beispielsweise die Leitung der Fischereikommission, übernahm. Noch im Jahr 1875 unternahm er eine seiner wenigen Forschungsreisen. Diese ging zuerst nach Spanien und dann nach Algerien. Forschungsobjekt waren diesmal bestimmte Blutegel (Néphélis), die sich von jungen Krustentieren ernähren und die nur dort zu finden waren. Weiterhin übernahm er die Leitung des von Jean Victor Coste gegründetem Laboratoire de Concarneau.
Die Arbeit Robins stellt sich als zweigeteilt dar. Die philosophische und die technische Seite. Wie am Titel seines Buches  Du microscope et des injections : dans leurs applications à l'anatomie et à la pathologie... bemerkt wird, birgt der erste Teil den technischen Vorgang des Mikroskopierens. In der näheren Beschreibung wird jedoch auf die Rolle der Grundlagenforschung und Wissenschaft eingegangen. Es sind bei seiner Arbeit Einflüsse von Littré, Compte und Rayer festzustellen.
Testamentarisch verfügte Robin, dass sein Leichnam zu wissenschaftlichen Zwecken obduziert werden sollte. Explizit schloss er die Entnahme und Untersuchung seines Gehirns mit ein.
Nach Rudolf Virchow und Robin ist der Virchow-Robin-Raum benannt, siehe Subarachnoidalraum.

## Werke
- Du microscope et des injections dans leur application á l’anatomie et la pathologie. Paris 1849.
- Tableaux d’anatomie. Paris, 1851.
- Traité de chimie anatomique et physiologique normale et pathologique ou des principes immédiats normaux et morbides qui constituent le corps de l'homme et des mammifères. (Bd. 1, 1852; Bd. 2, 1853)
- Programme du cours d'histologie professé à la Faculté de médecine de Paris pendant les années 1862-63 et 1863-64 (1864)
- Leçons sur les substances amorphes et les blastèmes (1866)
- Leçons sur les humeurs normales et morbides du corps de l'homme (1867)
- Anatomie microscopique des éléments anatomiques, des épithéliums (1867)
- Programme du cours d’histologie. 1870.
- Traité du microscope, son mode d’emploi, son application, etc. 1871.
- Anatomie et physiologie cellulaire, animale et végétale. Paris, 1873.
- Mémoire sur le développement embryogénique des hirudinées. 1874.
- L’instruction et l’éducation. 1877.
- Nouveau dictionnaire abrége de médecine. Paris, 1886.